# Kesaria
Kesaria (o Kesria) fou un estat tributari protegit de l'Índia, al prant de Jhalawar, agència de Kathiawar, presidència de Bombai, amb una superfície de 8 km² i una població el 1881 de 231 habitants. Estava format per un únic poble, amb dos tributaris separats. Els ingressos el 1882 s'estimaven en 165 lliures pagant un tribut al govern britànic de 27,16 lliures. La capital i única població, Kesria estava a 5 km al nord de l'estació de Lakhtar.